# Skórnikowiec szarobrązowy

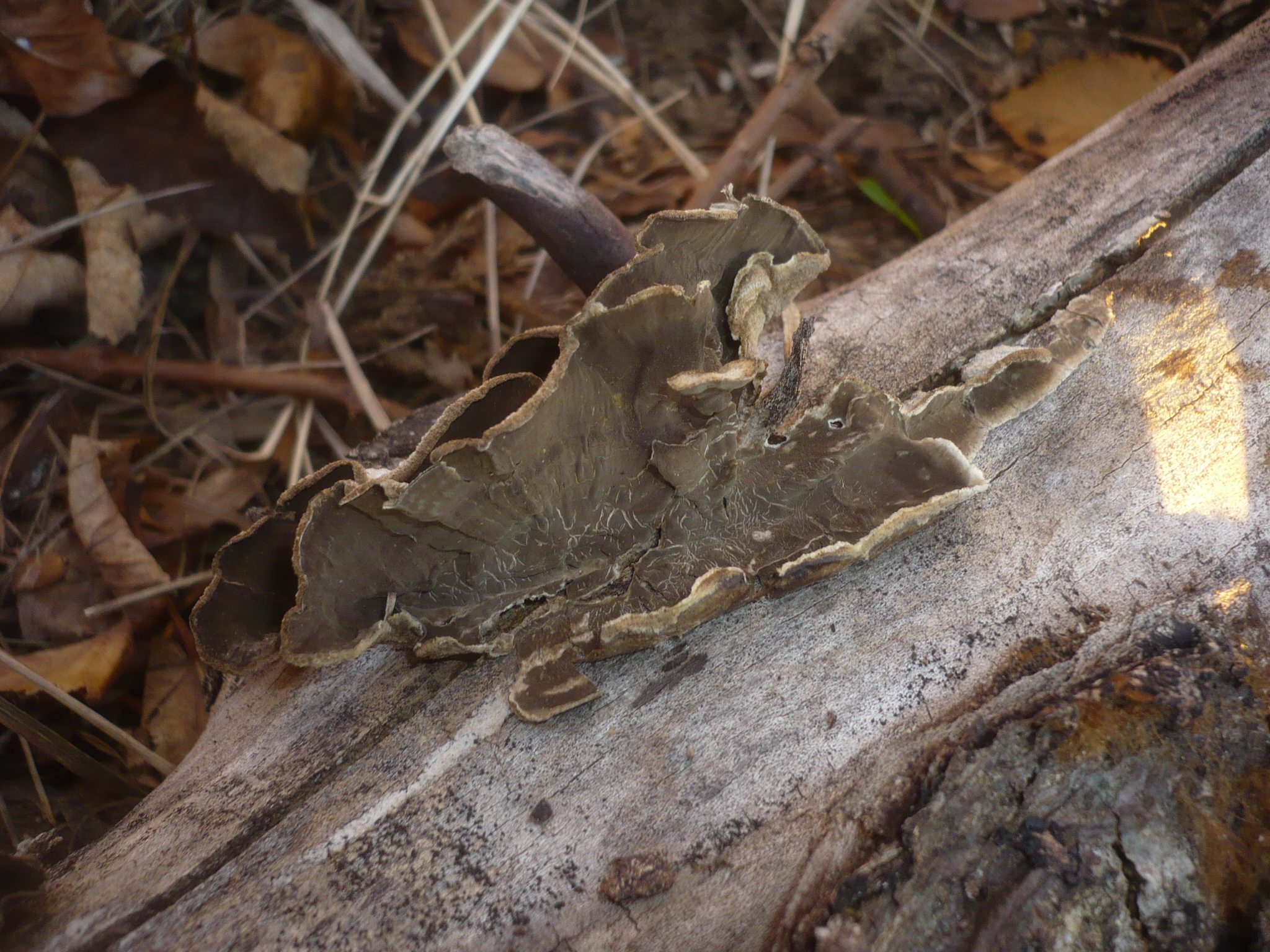

Skórnikowiec szarobrązowy Porostereum spadiceum (Pers.) Hjortstam & Ryvarden – gatunek  grzybów należący do rodziny korownicowatych (Phanerochaetaceae).

## Systematyka i nazewnictwo
Pozycja w klasyfikacji według Index Fungorum: Phaneropchaete, Phanerochaetaceae, Polyporales, Incertae sedis, Agaricomycetes, Agaricomycotina, Basidiomycota, Fungi.
Po raz pierwszy takson ten zdiagnozował w 1801 r. Christiaan Hendrik Persoon nadając mu nazwę Thelephora spadicea. Obecną, uznaną przez Index Fungorum nazwę nadali mu w 1990 r. Kurt Hjortstam i Leif Ryvarden, przenosząc go do rodzaju Porostereum. 
Synonimów ma około 30. Niektóre z nich:

- Crystallocystidium retirugum (Cooke) Rick 1940
- Duportella fulva (Lév.) G. Cunn. 1957
- Lopharia fulva (Lév.) Boidin 1959
- Lopharia spadicea (Pers.) Boidin 1959
- Porostereum fulvum (Lév.) Boidin & Gilles 2003
- Stereogloeocystidium spadiceum (Fr.) Rick 1940
- Stereum spadiceum Fr. 1838

Nazwę polską zaproponował Władysław Wojewoda w 2003 r, wcześniej (w 1896 r.) gatunek ten opisywany był przez Franciszka Błońskiego jako skórnik cisawy.

## Morfologia
Owocnik
Rozpostarty lub rozpostarto-odgięty. Górna powierzchnia lekko strefowana, gładka, lub z promienistymi grzbietami. Grubość 0,2–0,4 mm, na grzbietach do 1 mm. W stanie świeżym jest ciągły i ma barwę szarobrązową lub brązową, po wyschnięciu popękany i białawy. Obrzeże jaśniejsze.
Cechy mikroskopowe
Strzępki szkieletowe i generatywne ze sprzążkami, o barwie od hialinowej do jasnobrązowej, o średnicy 3–6 μm. Szkieletocystydy cylindryczne, o długości  80–100 μm i średnicy 5–8 μm, brązowe, w młodych owocnikach gładkie, w starszych inkrustowane. Podstawki o kształcie od wrzecionowatego do cylindrycznego, rozmiarach 25–35 × 5–7 μm, 4-sterygmowe, ze sprzążką bazalną. Zarodniki cylindryczne, gładkie, cienkościenne, o rozmiarach 6–8 × 2,5–4 μm.

## Występowanie
Występuje w większości krajów Europy. W Polsce gatunek rzadki. Znajduje się na Czerwonej liście roślin i grzybów Polski. Ma status R – gatunek potencjalnie zagrożony z powodu ograniczonego zasięgu geograficznego i małych obszarów siedliskowych. Znajduje się na listach gatunków zagrożonych także w Niemczech, Norwegii, Holandii.
Występuje w lasach mieszanych i liściastych, czasami także w parkach i ogrodach. Rozwija się na martwym drewnie drzew liściastych; na leżących na ziemi pniach i gałęziach. W Polsce notowany na klonie jesionolistnym, jaworze, buku, śliwie domowej, robinii akacjowej, wierzbach, w innych krajach także na moreli pospolitej, dębie omszonym, oleandrze pospolitym, eukaliptusie, chmielograbie europejskim, pistacji kleistej i Phyllirea angustifolia.